# 名古屋市立保育短期大学
名古屋市立保育短期大学（日语：／ Nagoyashiritsu Hoikui Tanki Daigaku *），简称名保短、保短，是过去一所位于日本爱知县尾张旭市的公立短期大学。

## 概要

### 简介
- 学校最早可以追溯到1946年即培养所[注 2]的创立[1]。短期大学为于1953年开办、由名古屋市经营。招収只女学生到1995年[2]、停办于1997年[3]。

### 历史
- 1953年 名古屋市立保育短期大学成立并同时设置保育科。
- 1977年 初等教育科成立。
- 1995年 最后一年招生、次年停止招生（正式停办于1997年3月31日[3]）

## 学校环境
- 校区：在了爱知县尾张旭市[注 1]

## 历任校长
- 岸本英正：最后短期大学校长[4]。

## 组织

### 学科
- 保育科
- 初等教育科

### 业余课程
| - 没有 |

## 相关链接
- 日本短期大学列表
- 名古屋市立女子短期大学
- 名古屋市立大学护理短期大学部